# زي مانيل
زي مانيل (بالبرتغالية: José Manuel da Silva Fernandes‏) هو لاعب كرة قدم برتغالي في مركز نصف الجناح، ولد في 22 فبراير 1975 في Fraião ‏ في البرتغال. لعب مع سبورتينغ براغا ونادي باسوش دي فيريرا ونادي بوافيشتا ونادي ليتشويس.

## وصلات خارجية
- زي مانيل على موقع Soccerway.com (الإنجليزية)